# Recreational Dive Planner
De Recreational Dive Planner (RDP) is een hulpmiddel voor duikers om hun duiken en vervolg duiken veilig te plannen. Hierbij wordt rekening gehouden met de maximale diepte van de duik, de totale duiktijd en de tijd tussen twee duiken, de zogenaamde oppervlakte interval. Belangrijkste doelstelling van de tabel is het voorkomen van decompressie duiken, door het niet overschrijden van de Nultijd (maximale tijd op een specifieke diepte). Dit is een van de oorzaken van decompressieziekte.
De RDP werd ontworpen door Diving Science and Technology (DSAT) en wordt standaard gebruikt binnen de duiktrainingorganisatie Professional Association of Diving Instructors (PADI). De RDP is beschikbaar in waterbestendige tabel vorm, maar ook in de vorm van het RDP Wheel, die meer nauwkeurig is. Daarnaast is er is ook een elektronische versie, de eRDP.
Tegenwoordig wordt er geen les meer gegeven in gebruik van "The Wheel" Hiervoor in de plaats is een elektronische versie gekomen; de zogenaamde eRDPML.